# Purplewashing

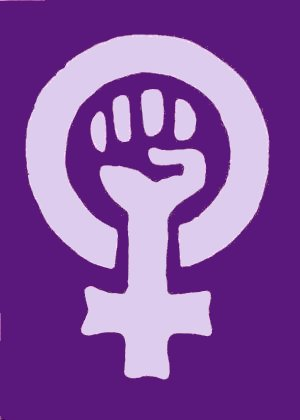
Il viola è stato storicamente un colore associato con il femminismo.

Purplewashing (lavaggio lilla o lavaggio di faccia violetta) è un prestito (dell'inglese purple, viola, e whitewash, imbiancare o nascondere) per riferirsi, nel contesto femminista, alla varietà di strategie politiche e di marketing volte alla promozione di istituzioni, paesi, persone, prodotti o aziende puntando su un discorso di uguaglianza di genere.
L'espressione è usata per riferirsi al lavaggio di facciata dei paesi occidentali che, pur non raggiungendo una uguaglianza reale tra uomini e donne, scusano questo deficit riferendosi al fatto che, in altre società, le donne versano in ancor peggiori condizioni di vita riferendosi, frequentemente, alla maggioranza musulmana.
Abitualmente questo termine è usato per denunciare l'uso settario che si fa del femminismo per difendere discorsi o politiche xenofobe  e di promozione dell'islamofobia. Oltretutto esso viene usato per segnalare il componente paradossalmente sessista che hanno molte di queste azioni nel momento in cui si applicano unicamente in donne, come il divieto di vestire alcuni capi o la negazione di certi servizi.
Per molte attiviste femministe, davanti alla strumentalizzazione dei diritti delle donne, l'unica risposta possibile e liberatoria per tutte le minoranze è la solidarietà intersezionale tra i differenti gruppi oppressi come, per esempio, sono le donne e le migranti.